# ロールス・ロイス エイヴォン

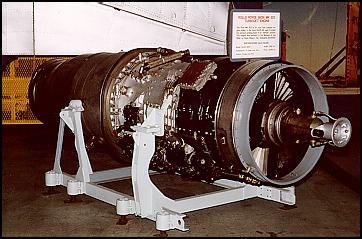
エイヴォン Mk.203

エイヴォン（Avon ）はロールス・ロイスが独自開発した、初の軸流式ターボジェットエンジン。堅実な設計が奏功して、航空機用の生産が1950年から1974年まで続けられ11000基以上が生産されたのみならず、船舶・産業動力向ガスタービンエンジンとしても現用中である。

## 概要
イギリスで開発され、第二次世界大戦終結時には既に十分な実績を積んでいた遠心圧縮式ターボジェットエンジンは、当時最大級の推力を誇った同社製のニーンも含め、機械的限界から性能向上の余地が殆どなくなりつつあった。
従って、遠心式よりも構造は複雑化するが、小径で、制御パラメータがより多く取れ、発展性のある軸流式への転換は技術的必然だったが、後退翼と同様に、軸流式ターボジェットエンジンの分野でも独走状態にあったドイツの技術者は、敗戦と同時にアメリカ合衆国とソビエト連邦が奪い合う形で自国に招聘していたため、イギリスとフランスは独自開発を余儀なくされ、スタートラインから大きく出遅れていた。

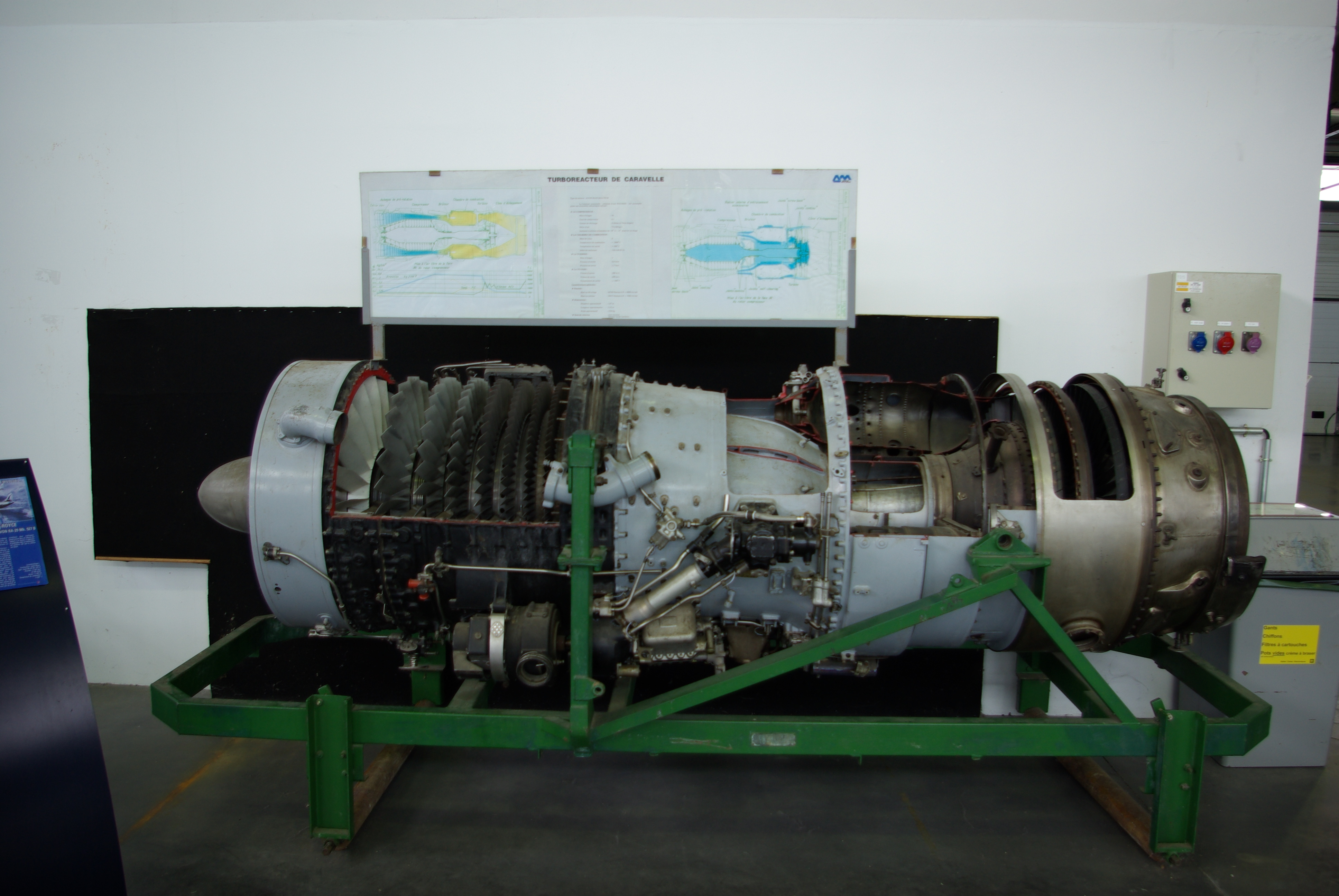
エイヴォン300のカッタウェイモデル

プロトタイプの社内コードは AJ.65（ Axial Jet: 軸流ジェット、推力 6,500 lbf の意）で、早くからその可能性に着目していた元空軍省技術高官アラン・アーノルド・グリフィス (Alan Arnold Griffith) の基本設計に基づき、高名なレシプロエンジン・マーリンの主任技師シリル・ラヴゼイ以下のチームも加わって1945年に開発着手、1947年に初火入れされたが、サージング問題の解決に手間取り実用化が大いに遅延したため、搭載予定機は軒並みエイヴォンの供給開始を待つ状態に陥った。
このエンジンは軸流式エンジンの実験であると同様に（もし成功すれば）推力 5,000 lbf (22 kN) のニーンを代替することを意図していた。原型はアラン・アーノルド・グリフィスによって設計された単軸式で当初、8段、後に10段の圧縮機を備える設計で空気流量150 lb/s (68 kg/s) で総圧縮比7.45のAxial Jet, 6,500 lbfを意味するAJ.65として知られた。開発は1945年に始まり最初の試作機は1947年に製造された。複数のマイナートラブルにより導入は遅れた。最初のエイヴォンは2基のエイヴォンRA.2を搭載するように改造されたアブロ ランカストリアンVM732によって1948年8月15日にハックネルから飛行した。
改良と強化されたエイヴォン200シリーズが検討されその結果初期の形式とは一部の部品を除き殆ど共通点の無い別物と言っても良いエンジンが完成した。それにもかかわらずエイヴォンの名前が適用された。圧縮機はアームストロング・シドレー サファイアに使用されていた圧縮機を基にした完全な新設計の15段式の圧縮機を取り入れただけでなくその他にも多くの改善が施された。
エイヴォン（Avon）の名称は、イングランド中部の川であると同時にエイヴォン自身が「川」を意味する古語でもある。エンジンの名称にイギリスを流れる川の名称が付けられている理由については同社のウェランド開発時の故事を参照されたい。

## 運用の歴史

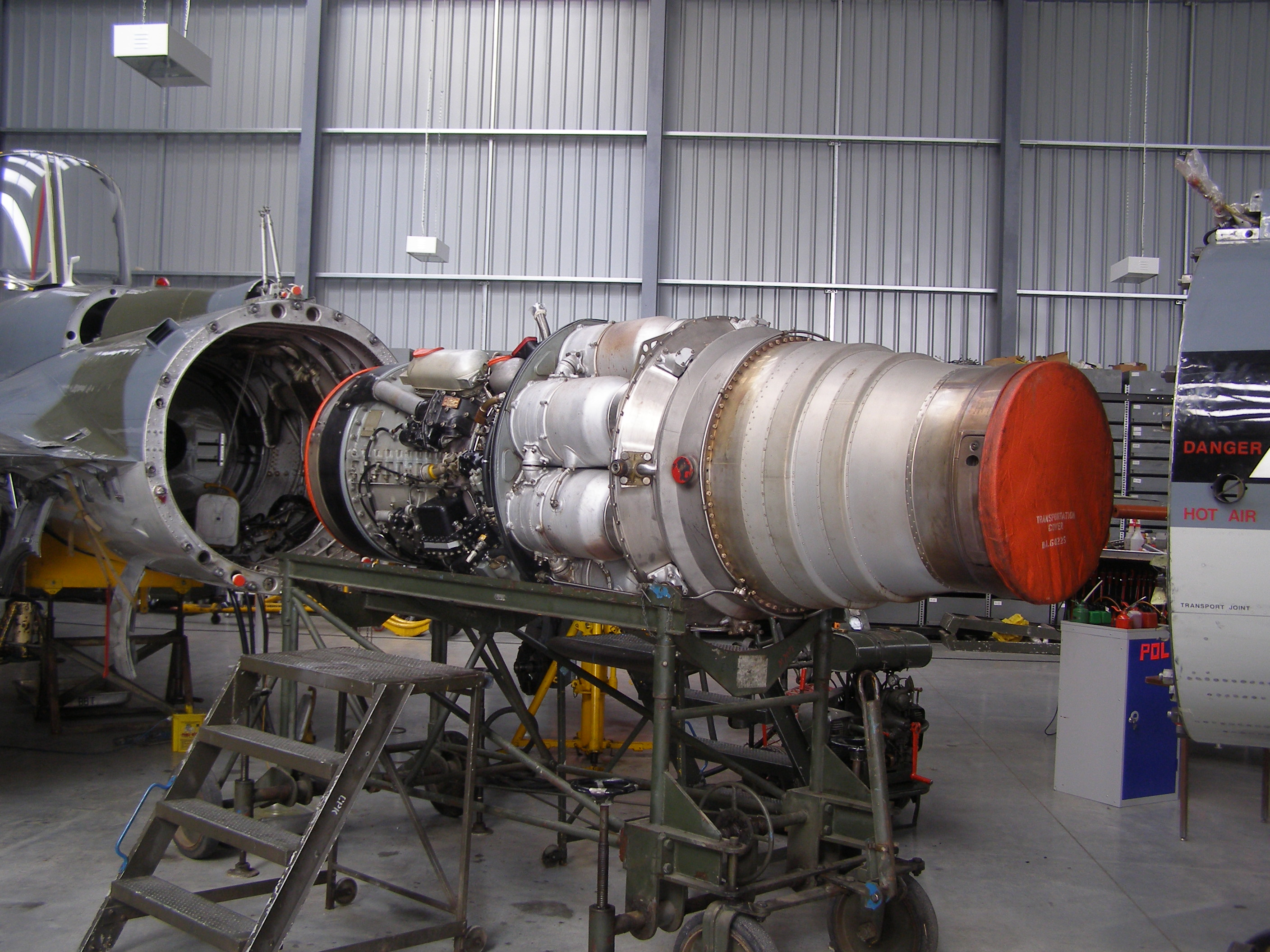
ホーカー ハンターの胴体後部からエンジンの整備の為に取り出されるMark 122

イングリッシュ・エレクトリック キャンベラ B.2に搭載された原型の推力の6,500 lbf (29 kN) のRA.3/Mk.101エンジンは1950年から量産が始まった。類似の派生機種はキャンベラ B.6、ホーカー ハンター、スーパーマリン スイフトでも使用された。改良型がまもなく開発され推力7,350 lbf (32,700 N) のRA.7/Mk.114はデ・ハビランド コメット C.2に搭載され、推力9,500 lbf (42 kN) のRA.14/Mk.201はビッカース ヴァリアントに搭載され、推力10,000 lbf (44 kN) のRA.26はコメット C.3とホーカー ハンター F.6に搭載された。エイヴォンを動力とするデ・ハビランド コメット 4は1958年にジェット機による初の定期運行を開始した。この系列は最終的に推力12,690 lbf (56,450 N)、アフターバーナー使用時16,360 lbf (72,770 N) を生み出すイングリッシュ・エレクトリック ライトニングの後期型に搭載されたRA.29 Mk.301/2 (RB.146) にまで発展した。他にエイヴォンを搭載した航空機には艦上戦闘機のデ・ハビランド シービクセンやフェアリー デルタが含まれる。
エイヴォンは同様にスヴェンスカフリューグモートル（現 : ボルボ・エアロ）においてもRA.3/Mk.109がRM5,として、そして推力17,110 lbf (76,110 N) の改良型のRA.29がRM6としてライセンス生産された。RM5はサーブ 32 ランセンの動力としてRM6はサーブ 35 ドラケンの動力として搭載された。
量産はベルギーのファブリックナショナルでも同様に行われ、300基のエイヴォン113や多数のエイヴォン 203が生産された。
アメリカにおいてエイヴォンは垂直着陸機であるライアン X-13A-RY バーティジェット（RA.28-49を搭載）に使用された。
オーストラリアではエイヴォンは連邦航空機会社でCA-27 エイヴォン-セイバーとして知られるF-86セイバーを大規模に改良した機体に使用された。
エイヴォンの生産は1974年まで大半はシュド・カラベルやイングリッシュ・エレクトリック (BAC) ライトニングに使用するために継続され、11,000基以上が生産された。エンジンは時間の経過とともに印象的な安全記録を樹立した。エイヴォンはイギリス空軍のキャンベラに使用されたPR.9が2006年6月23日まで運用された。

## 派生機種
AJ65
原型機種Axial Jet 推力6,500lbs に由来する
RA.3
最初のエイヴォンの民間機仕様 - 推力6,500 lbf (29 kN).
Mk.100シリーズ
1950年に量産開始。エイヴォンRA.3の軍用版、12段式コンプレッサ、ニーン由来の8本のカン式燃焼筒を持つ単軸式で、圧縮比6.5、推力 6,500 lbf (2,950 kg)。ホーカー ハンター (Hawker Hunter) 戦闘機に先ず搭載されたが、不安定さは解消できず、機関砲発射時の硝煙でフレームアウトする欠陥が露呈した。
RA.7
改良された民間仕様のエイヴォン - 推力7,350 lbf (32.7 kN).
Mk.114
RA.7エイヴォンの軍用版 - 推力7,350 lbf (32.7 kN).
RA.14
カン-アンニュラー式燃焼器とサファイアに使用されていた圧縮機を基にした圧縮機を備えた改良された民間仕様のエイヴォン - 推力9,500 lbf (42 kN).
Mk.200/300
先に実用化したアームストロング・シドレー サファイア (Armstrong Siddeley Sapphire) を参考に、15段（200系）～16段（300系）コンプレッサ、アニュラー型（環状）燃焼器、空冷式タービンブレードに改設計された、推力9,500 lbf (42 kN)、100系とは別物。圧縮比7.5、アフターバーナー（リヒート）付最終型で 16,360 lbf (7,420 kg) にまで発展した。
代表的なガスタービンエンジン型は軸出力 21,480 shp（16.02 MW, 7,900 rpm 時）、熱効率 30% である。
RA.26
更に改良されたエイヴォン 200 シリーズ
RA.29
Mk.300 シリーズの民間型だが民間機で搭載した機体はない
Mk.301 / Mk.302
軍用のエイヴォンの最高の機種でイングリッシュ・エレクトリック ライトニングの後期型に搭載された - 推力12,690 lbf (56,450 N)（アフターバーナー使用時16,360 lbf (72,770 N)）.
スヴェンスカ・フリーグモートル RM5
サーブ 32 ランセンの動力として RA.3/Mk.109 がライセンス生産された
スヴェンスカ・フリーグモートル RM6
サーブ 35 ドラケンの為にRA.29/Mk.300が改良された。
ウェスティングハウス XJ54
アメリカのウェスティングハウスで生産、販売されたエイヴォンの派生型。

## 仕様（エイヴォン 301R）
- 形式 ターボジェット
- 全長 126 in (3,200 mm)
- 直径 35.7 in (907 mm)
- 乾燥重量 2,890 lbs (1,309 kg)
- 圧縮機 15段軸流式
- 燃焼機 カンニュラー式燃焼器  150 lb/s (68 kg/s)
- タービン 2段軸流式
- 使用燃料 灯油
- 12,690 lbf (56.4 kN)（通常）/16,360 lbf (72.8 kN)（アフターバーナー使用時）
- 全圧縮比 7.45
- 定格燃料流量: 0.932 lb/lbf h（通常）1.853 lb/lbf h（アフターバーナー使用時）[4]
- 推力重量比5.66:1 (56 N/kg)

### 文献
- Gunston, Bill. World Encyclopaedia of Aero Engines. Cambridge, England. Patrick Stephens Limited, 1989. ISBN 1-85260-163-9